# Haematopota brevis
Haematopota brevis är en tvåvingeart som beskrevs av Ricardo 1906. Haematopota brevis ingår i släktet Haematopota och familjen bromsar. Inga underarter finns listade i Catalogue of Life.